# Krystian Bielatowicz
Krystian Bielatowicz (ur. 1978 w Gottwaldov) – polski fotograf reportażysta oraz uliczny z wykształcenia archeolog.
Wychował się w Jurze Krakowsko-Częstochowskiej. Ukończył studia z archeologii Ameryki Łacińskiej na Uniwersytecie Warszawskim.
Publikował m.in. w „National Geographic Polska”, „Newsweek Polska”, „Dużym Formacie”, „Polityce”, „Przekroju”. Był wykładowcą Akademii Nikona. Aktualnie uczy w Studium Sztuki, ZPAF. Jest także ambasadorem Panasonic Polska. Był w jury konkursu fotograficznego Grand Press Photo 2014 oraz 2015. Był redaktorem portalu „Szeroki Kadr” od 2008 do 2020 roku. Od 2019 roku prowadzi własną działalność fotograficzną oraz filmową pod nazwą LIGHT KEEPER.

## Nagrody
- Nagroda w BZ WBK Press Photo w kategorii fotokast w 2012 roku[11].
- I nagroda w kategorii Krajobraz w  Międzynarodowym Konkursie Fotografii Górskiej Przestrzeń Życia 2008[1].
- II nagroda w kategorii Społeczeństwo w BZ WBK Press Foto 2007[12].
- Wyróżnienie w  kategorii Extreme w Wielkim Konkursie Fotograficznym National Geographic Polska 2007[13].
- II nagroda w kategorii Kultura w konkursie Newsreportaż 2007[1].
- Nagroda specjalna Fujifilm, BZ WBK Press Photo 2016[14].

## Wybrane wystawy
- „Milpa”, 2012 – Kraków
- „Immortals”, 2011, 2010 – Warszawa, Lublin, Łódź
- „Sacred Andes”, 2011 – Warszawa, Peru, Kraków, Toruń
- „Children of the street - Lima” – Lublin, Zakopane[5]

## Publikacje
- „Milpa”, 2012, ISBN 978-83-935775-1-4[15]